# Emil Bærentzen

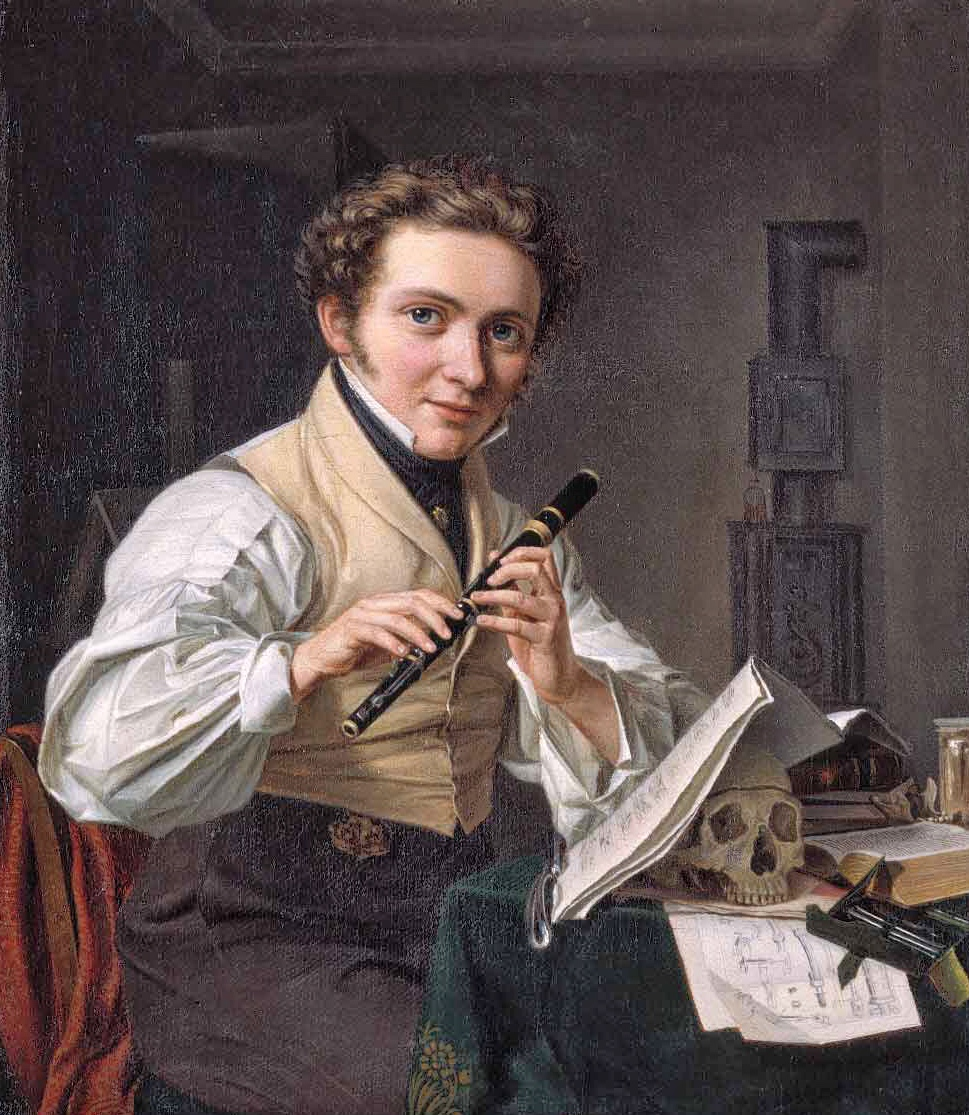
Emil Bærentzen Selbstporträt

Emilius Ditlev Bærentzen (* 30. Oktober 1799 in Kopenhagen, Dänemark; † 14. Februar 1868 ebenda) war ein dänischer Porträtmaler und Lithograph im Goldenen Zeitalter der dänischen Malerei.

## Leben und Werk
Bærentzen wurde am 30. Oktober 1799 in Kopenhagen geboren. Er absolvierte eine Lehre in der Apotheke in Nykøbing Sjælland. Nach seiner Ausbildung arbeitete er in einem Regierungsbüro in Christiansted
auf der damals dänischen Insel Saint Croix in den Kleinen Antillen. Fünf Jahre später kehrte er nach Dänemark zurück und bekam eine Zulassung als Rechtsanwalt.
Bærentzen wandte sich der Malerei zu, die er  bis dahin als Hobby betrieben hatte. 1821 trat er in die  Kopenhagener Akademie ein, wo er bei Christoffer Wilhelm Eckersberg studierte. Er wurde 1826 mit der kleinen Silbermedaille und im folgenden Jahr mit der großen Silbermedaille ausgezeichnet. Er galt bald als einer der beliebtesten und produktivsten Porträtmaler Kopenhagens. Seine Malerei zeichnete sich durch einen eleganten, aber nüchternen Stil aus, nach der zeitgenössischen Mode frei von psychologischem Beiwerk.
Eines seiner erfolgreichsten Werke ist das Porträt von Søren Kierkegaards Verlobter Regine Olsen von 1840.
1837 spezialisierte er sich auf Lithografie bei H. L. Danschell, der die Wachstuchfabrik seines verstorbenen Schwiegervaters leitete, in der Steine zum Färben der Stoffe verwendet wurden. Dies führte zur Gründung eines lithografischen Unternehmens, Emilius Bärentzen & Co.s litografiske Institut, das später zu Hoffensberg, Jespersen & Fr. wurde. Fangen. Bærentzen fertigte Lithographien vieler der wichtigsten Persönlichkeiten dieser Zeit an. Er arbeitete weiterhin sowohl als Lithograph als auch als Maler. Zuletzt malte er 1866 das Porträt des dänischen Ministers Cosmus Bræstrup für die Freimaurerloge in Helsingør. Bærentzen starb am 14. Februar 1868.

## Ausgewählte Werke
- Familien Winther (1827)
- Familien Tutein (1828)
- Det Schramske familiebillede (1829)
- Anders Ancker (1829)
- En 110 år gammel invalid (1833)
- Christoffer Wilhelm Eckersberg (1835)
- Slotspræst Søren Schiødte (1836)
- Søren Ludvig Tuxen (1837)
- Adam Oehlenschläger (1839)
- Regine Olsen (1840)
- Augusta Nielsen (ca. 1840)
- Johanne Luise Heiberg (1841)
- Frederik VI på lit de parade (1841)
- Christian VIII. (1842)
- Dronn. Caroline Amalie (1842)
- Laurids Skau (1844)
- Johann Friedrich Schlegel (ca. 1847)
- Operasangerinden Catharine Simonsen f. Rysslaender (1844–1845)

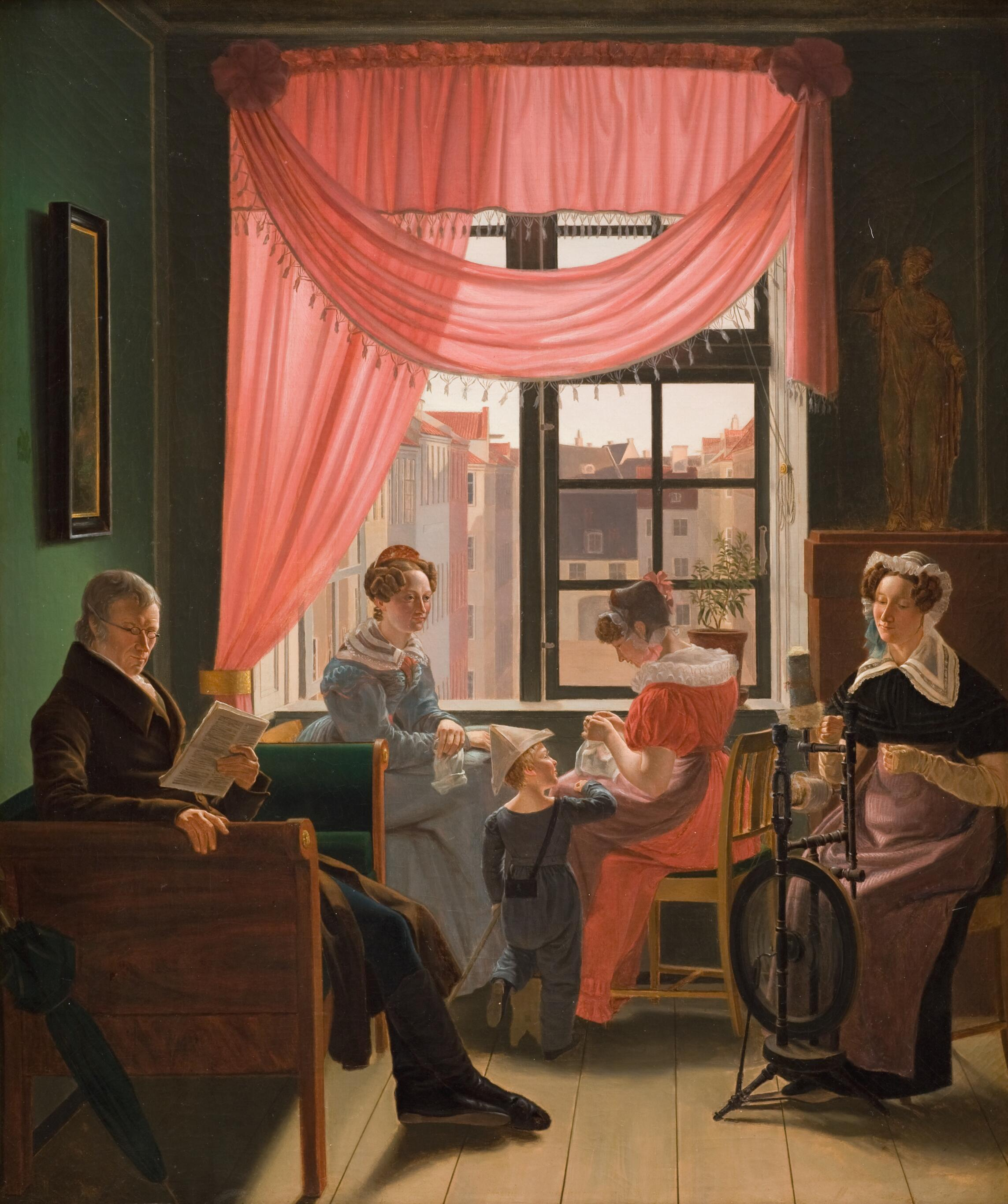
Bærentzen Familiebillede (1828)
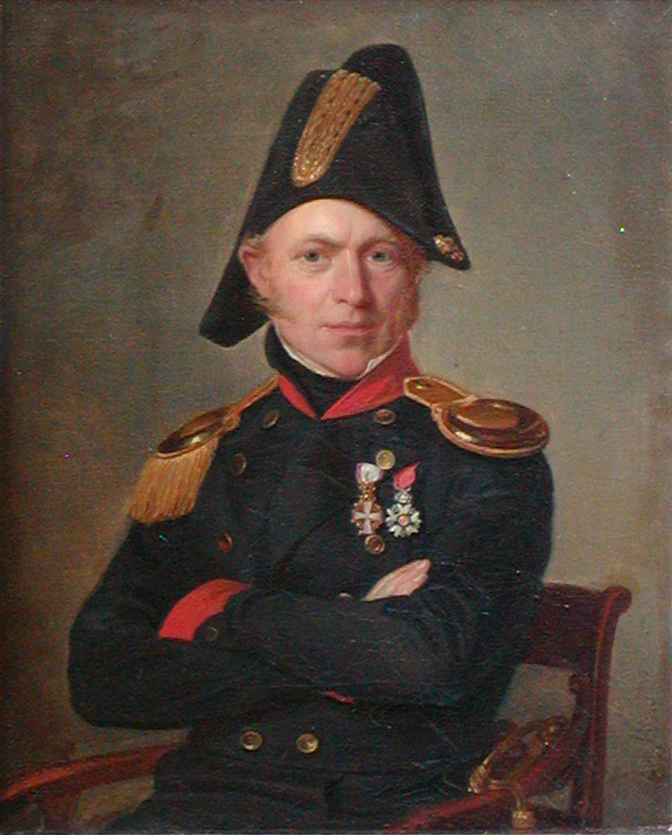
Søren Ludvig Tuxen (1837)
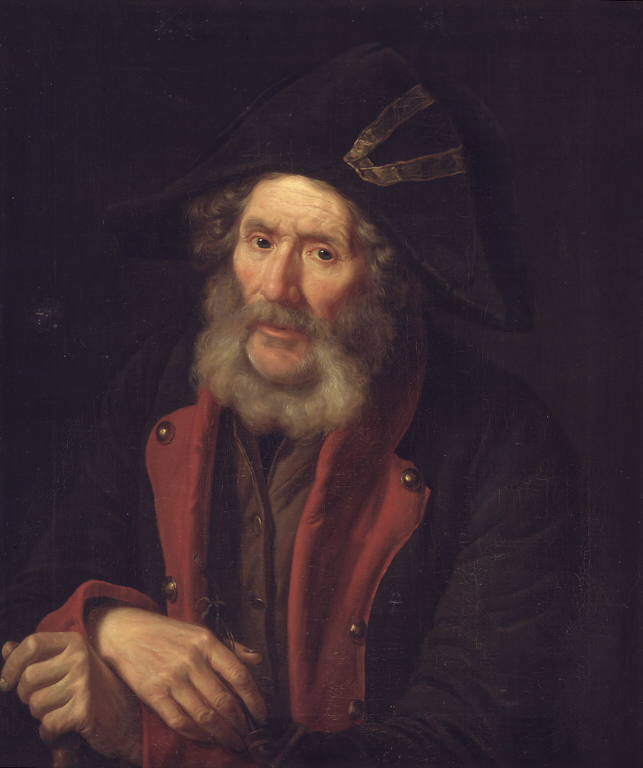
En gammel invalid. Portræt af en soldat (1828)
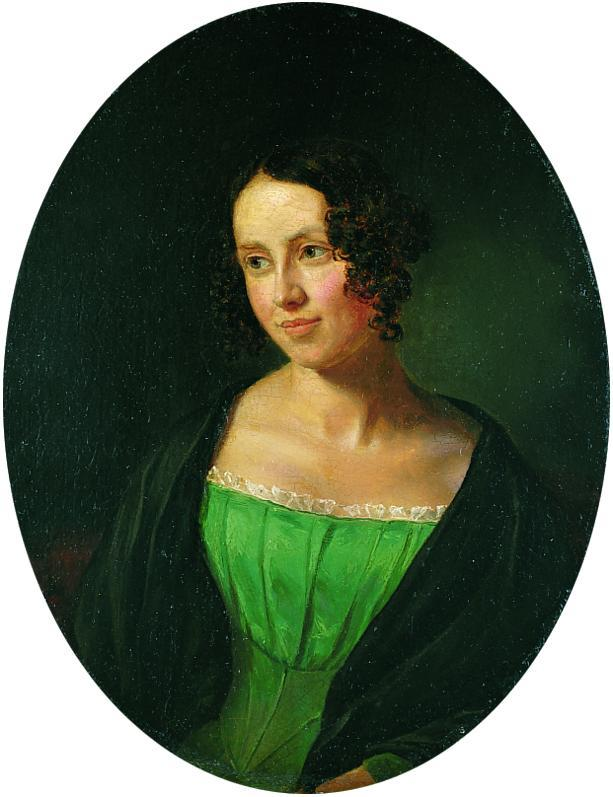
Regine Olsen (1840)
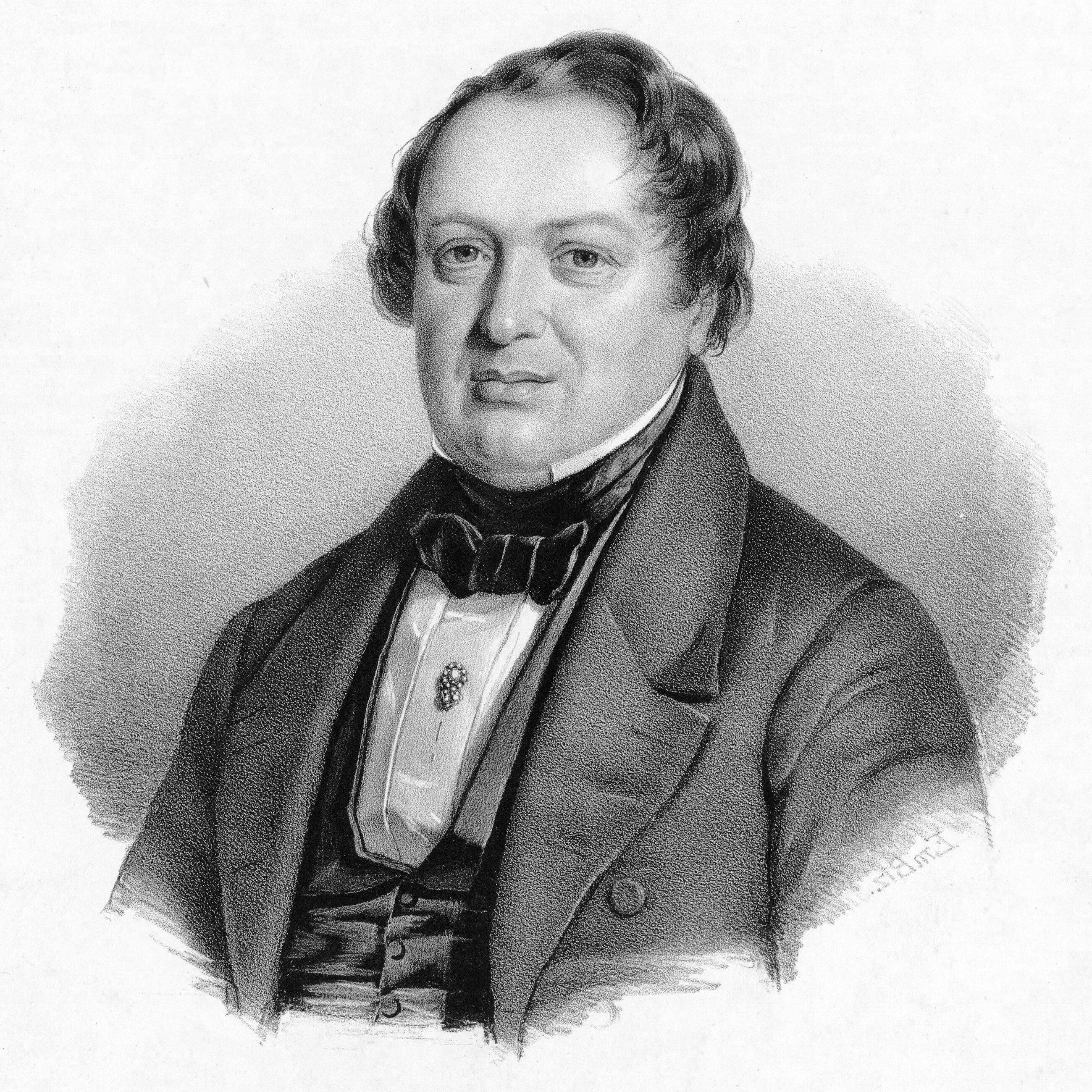
Franz Gläser (1860)
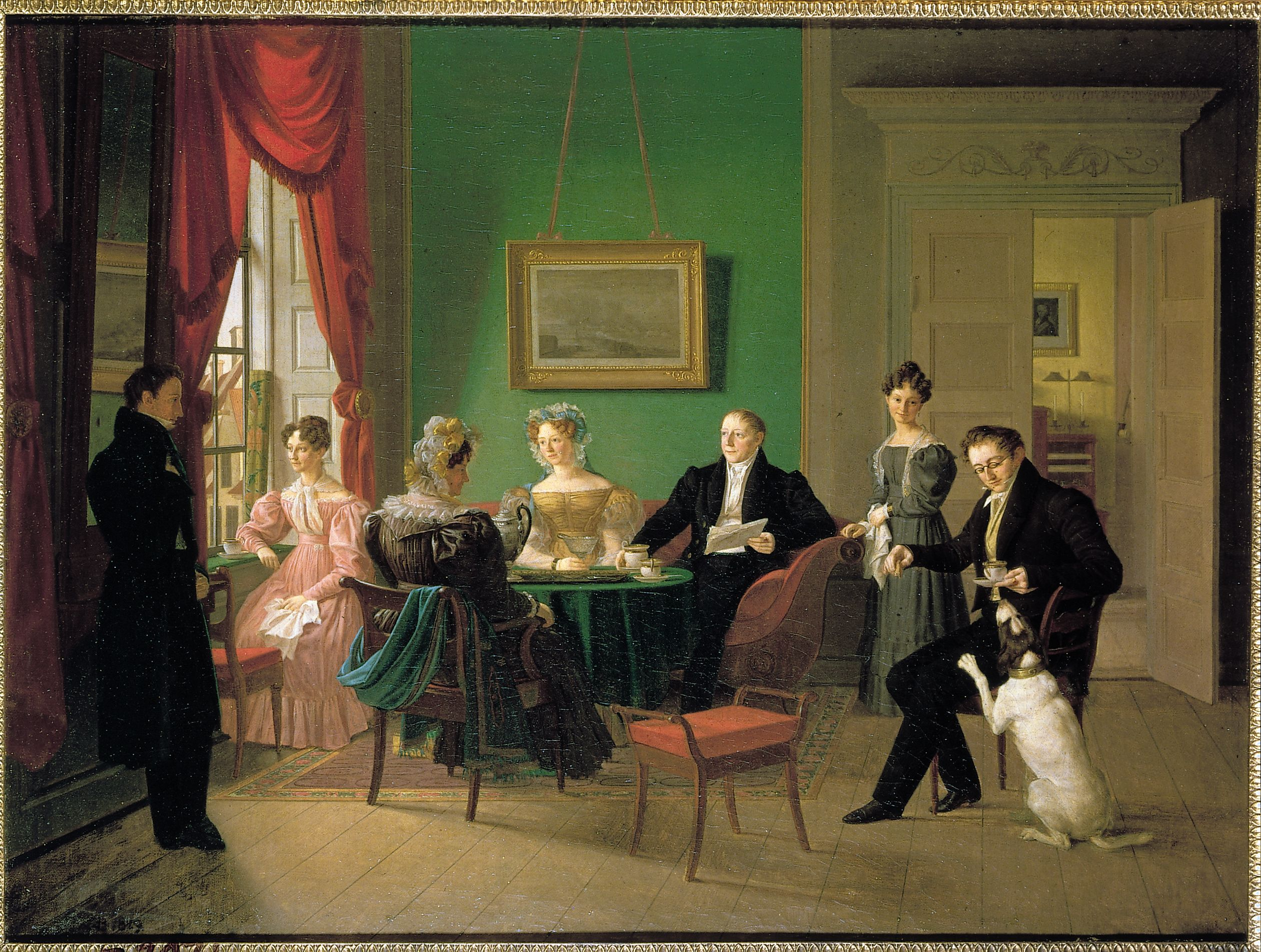
Familie von Gerhard Christopher Schram (1829)